# Haematopota pygmaea
Haematopota pygmaea är en tvåvingeart som först beskrevs av Günther Enderlein 1922.  Haematopota pygmaea ingår i släktet Haematopota och familjen bromsar.
Artens utbredningsområde är Togo. Inga underarter finns listade i Catalogue of Life.